# António Costa Pinto

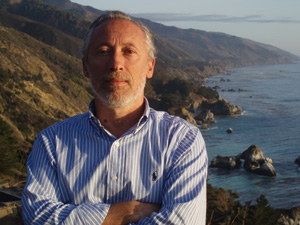
Fotografía de António Costa Pinto

António Costa Pinto (Lisboa, 16 de septiembre de 1953) es un sociólogo e historiador portugués especializado en el estudio del fascismo y el salazarismo.
Es autor de obras como O salazarismo e o fascismo europeu. Problemas de interpretação nas ciências sociais (1992); Os camisas azuis. Ideologia, elites e movimentos fascistas em Portugal, 1914-1945 (1994); The Blue Shirts: Portuguese Fascists and the New State (2000), una introducción a la extrema derecha portuguesa del período de entreguerras; o O Fim do Império Português. A Cena Internacional, a Guerra Colonial e a Descolonização, 1961-1975 (2001), un estudio de la situación internacional del Estado Novo.
También ha sido editor o coeditor de obras como Modern Portugal (1998) o Rethinking Fascism and Dictatorship in Europe 1919–1945 (2014; junto a Aristotle Kallis).